# Ciclone Niran
O ciclone tropical severo Niran foi um ciclone tropical muito poderoso que trouxe impactos severos ao extremo nordeste da Austrália e quase atingiu a Nova Caledónia em fevereiro e março de 2021. O sexto ciclone tropical e o segundo ciclone tropical severo da temporada de ciclones da região australiana de 2020–21, embora seja o terceiro ciclone tropical severo da temporada anual de ciclones do Pacífico Sul, Niran foi o segundo ciclone tropical severo de Categoria 5 na temporada de ciclones do Pacífico Sul, após o ciclone Yasa. Em 27 de fevereiro o ciclone formou-se a partir de uma baixa tropical no Mar de Coral. A baixa tropical intensificou-se gradualmente enquanto estagnava na costa de Queensland por vários dias, embora desorganizada na época. No início de 3 de março, Niran se afastou da costa da Austrália, enquanto começava a sofrer uma rápida intensificação. Eventualmente, Niran atingiu o seu pico de intensidade como um ciclone tropical de categoria 5 na escala de ciclones tropicais australianos e na escala de Saffir-Simpson, em 5 de março, bem ao largo da Austrália. Logo depois, Niran iniciou um ciclo de substituição da parede do olho e encontrou algum cisalhamento do vento, fazendo com que a tempestade enfraquecesse em 6 de março, pois passou ao sul de Grande Terre, a principal ilha da Nova Caledónia. Posteriormente, Niran continuou a enfraquecer rapidamente à medida que o cisalhamento do vento aumentava ainda mais, antes da transição para um ciclone extratropical no final de 6 de março. Niran foi absorvido por outra tempestade extratropical dois dias depois.
Antes de sua fase de fortalecimento, Niran afetou significativamente a safra de banana no extremo norte de Queensland. Várias fazendas no exterior foram danificadas e alguns agricultores perderam 100% da sua safra de banana. Os preços das frutas deveriam subir. As estimativas colocam os danos à safra em um mínimo de AU$ 180 milhões (US$ 140 milhões). Outros danos à infraestrutura foram menores. Na Nova Caledónia, muitas casas tiveram os telhados e infraestrutura danificados, e quase 70.000 pessoas ficaram sem energia no total. Várias estradas tornaram-se intransitáveis. Duas pessoas na Nova Caledónia ficaram feridas, mas ninguém foi morto. As perdas econômicas totais alcançaram $ 200 milhões (2.021 USD).

## História meteorológica
Durante 25 de fevereiro, o Bureau of Meteorology (BOM) começou a monitorar uma baixa tropical em desenvolvimento na costa do norte de Queensland. A baixa começou a se intensificar enquanto permanecia no litoral do estado, em uma área favorável à ciclogênese tropical. Em 1 de março, a baixa tropical foi transformada em um ciclone tropical pelo BOM, e recebeu o nome de Niran. Mais tarde naquele mesmo dia, o ciclone fortaleceu e alcançou o status de ciclone tropical de categoria 2 na escala australiana. Niran começou a se afastar da costa da Austrália e passou por uma rápida intensificação, alcançando o status de ciclone tropical severo de Categoria 3 na escala australiana no final de 3 de março, e, em seguida, alcançando o status de ciclone tropical severo de Categoria 4 na escala australiana no final de 4 de março. Eventualmente, Niran se intensificou em um poderoso ciclone tropical de categoria 5 na região australiana e na escala de vento do furacão Saffir-Simpson (SSHWS), às 12:00 UTC de 5 de março, exibindo um olho de ciclone bem definido.

Pouco depois, a tempestade entrou na área de responsabilidade do Serviço Meteorológico de Fiji (FMS), mesmo enquanto acelerava para sudeste em direção à Nova Caledónia. Por volta dessa época, Niran atingiu o pico de intensidade, atingindo ventos sustentados de no máximo 10 minutos de 205 km/h (127 mph), ventos sustentados máximos de 1 minuto de 260 km/h (160 mph), e uma pressão mínima central de 931 mbar (27.5 inHg). No entanto, várias horas depois, Niran iniciou um ciclo de substituição da parede do olho e encontrou um leve cisalhamento do vento, fazendo com que a tempestade iniciasse outra tendência de enfraquecimento, com a tempestade voltando ao status de Categoria 4 no SSHWS. Às 12:00 UTC de 6 de março, Niran fez a abordagem mais próxima à ilha principal de Grande Terre, na Nova Caledónia, como um ciclone tropical equivalente à Categoria 3, quando o olho do ciclone passou logo ao sul do flanco sudeste da ilha. Como o cisalhamento do vento continuou aumentando, mais tarde naquele dia, a tempestade enfraqueceu para um ciclone tropical severo de Categoria 3 na escala australiana e um ciclone tropical de Categoria 2 no SSHWS, quando começou a passar por uma transição extratropical. Mais tarde naquele dia, Niran completou a transição extratropical enquanto continuava acelerando em direção ao sudeste. Niran continuou a se mover para sudeste por mais alguns dias, antes de ser absorvido por um ciclone extratropical maior ao sul em 8 de março. 

## Preparação e impactos

### Austrália

#### Queensland

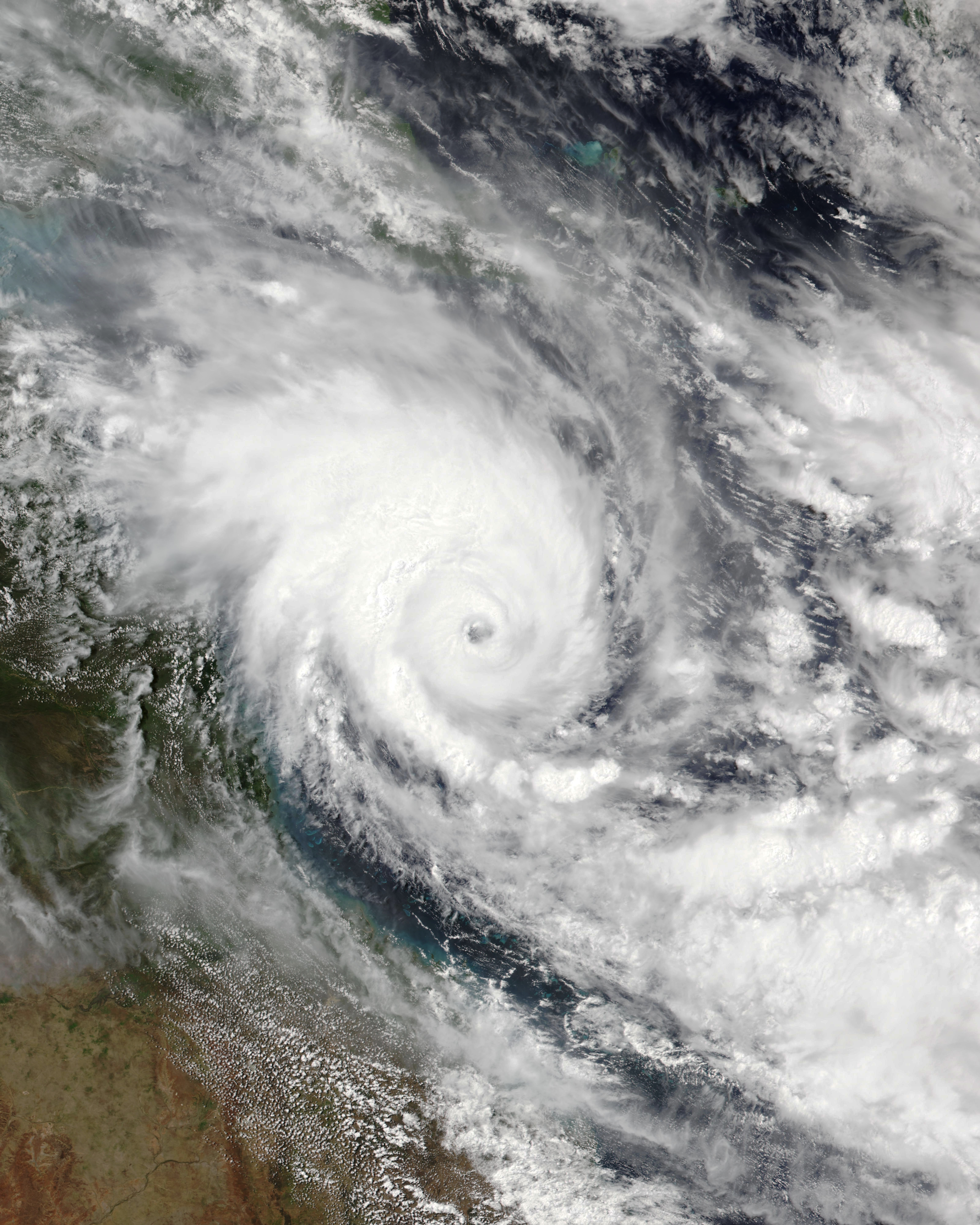
Ciclone tropical severo Niran na costa de Queensland em 4 de março

Um aviso foi posto em prática para a costa do norte de Queensland; no entanto, o aviso foi cancelado quando Niran se moveu para o leste e para longe da costa. Um alerta de vendaval foi emitido em 2 de março para as comunidades costeiras e insulares, Cape Flattery e Innisfail, embora tenha sido cancelado quando Niran se mudou.
Na região do extremo norte do estado, algumas plantações de banana foram dizimadas por Niran em sua fase inicial. Alguns agricultores disseram que perderam quase 100% de suas safras de banana. No total, mais de 42.000 pessoas perderam energia com a tempestade, devido aos ventos fortes. Equipes de emergência estaduais foram enviadas para atender postes derrubados e casas danificadas, e relataram danos estruturais menores na região de Cairns. O Conselho de Produtores de Banana da Austrália disse em 2 de março que era muito cedo para estimar os danos, mas afirmou que seria significativo. Na região da Costa do Casuar, esperava-se que os agricultores ficassem sem renda até setembro ou outubro. Duas pessoas foram resgatadas das enchentes.
Em 5 de março, os agricultores avaliaram os danos à colheita entre AU$ 180–200 milhões. Havia temores de que os preços das bananas aumentassem drasticamente novamente, como ocorreu depois do ciclone Larry em 2006 e do ciclone Yasi em 2011. Esperava-se que aumentassem em 50 centavos para US$ 1 o quilo depois de Niran. Danos à infraestrutura da fazenda foram rotulados de "catastróficos" e "graves" pelos habitantes locais. Em viveiros de produção, casas de sombra e plantações de árvores foram danificadas. Stephen Lowe, o presidente-executivo do Australian Banana Growers 'Council, estimou que cerca de 5.000 hectares de plantações foram afetadas e 150 fazendas foram danificadas; no entanto, mais de 11,000 ha (27,000 acres) podem ter sido danificados e a limpeza pode levar mais de um ano. Estima-se que Niran destruiu cerca de um terço das plantações de banana da Austrália. O maior total registado de precipitação foi em Clump Point, que viu 276 mm de chuva em 24 horas.

### Nova Caledónia
Com a aproximação da tempestade, a Nova Caledónia foi colocada em alerta máximo, já que Niran deveria causar graves danos ao país, especialmente na ilha principal de Grande Terre. As autoridades colocaram toda a ilha sob o Alerta de Ciclone Tropical de Nível Dois no final de 5 de março, quando a tempestade atingiu o país. A Air Calédonie transferiu toda a sua frota de aviões para Brisbane, Austrália, a fim de protegê-los da tempestade. Ondas de até 13 m (43 ft) também eram esperados para o lado ocidental da Nova Caledónia.
Niran causou grandes danos na Nova Caledónia durante sua passagem estreita. 39.000 famílias perderam eletricidade nas áreas urbanas enquanto as estradas rapidamente se tornaram intransitáveis. Ventos de até 150 km/h (93 mph) afetaram partes do país em sua passagem, apesar de a parte mais forte da tempestade não atingir a costa. Duas pessoas ficaram feridas, incluindo uma criança que foi atingida por cacos de vidro de uma janela saliente. Na capital Numéa, vários navios foram forçados a encalhar na costa. 400 pessoas também foram alojadas em três centros de evacuação. Outra estimativa colocou mais de 69.000 clientes totais sem energia no país. A precipitação foi menor do que o previsto, com um relatório de 50 mm (2,0 pol) de chuva caindo em seis horas. A vegetação e as colheitas também foram danificadas, embora a verdadeira extensão seja desconhecida.

### Em outro lugar
Esperava-se que as ondas altas também afetassem Vanuatu, com alturas de onda previstas de até 8 m (26 ft). A forte chuva do ciclone também foi brevemente prevista para impactar Vanuatu. Não houve relatos de danos no país.